# أمينة يسري
أمينة يسري (مواليد 9 مارس 2000، القاهرة) هي لاعبة اسكواش مصرية محترفة. اعتبارًا من فبراير 2018، احتلت المرتبة 64 في العالم.

## مسيرتها
شاركت أمينة يسري في جولة الاتحاد الدولي لمحترفي الاسكواش العالمية لأول مرة في عام 2015، وفازت بلقبها. حققت أفضل ترتيب لها في التصنيف العالمي، عندما حصلت على المركز 39 في أغسطس 2016. لعبت آخر بطولة لها في نوفمبر 2017، قبل أن تبدأ الدراسة في جامعة هارفارد، وتعمل الآن في الاسكواش الجامعي.
فازت أمينة يسري ببطولة التشيك الدولية للاسكواش في 2017 بعد أن فازت في المبارة النهائية على اللاعبة البلجيكة تينه جيليس بنتيجة 3-0. ويعتبر هذا أول لقب تحصل عليه اللاعبة المصرية من رابطة محترفي الاسكواش. ولم تخسر اى شوط طوال البطولة، وفازت أمينة بمبارة الدور الأول ضد الاسكتلندية ينج 3-0، وفي الدور ربع النهائى فازت على لاعبة ويلز إلى همينجواي بنتيجة 3-0، وفي مباراة الدور نصف النهائي فازت على لاعبة هولندا 3-0.
وتأهلت أمينة إلى الدور التمهيدي الختامي من منافسات بطولة العالم لسيدات الاسكواش المقامة في منتجع الجونة في عام 2017 بعد التغلب على البلجيكية نيلي جيليس بثلاثة أشواط نظيفة في مباراة استغرقت نصف ساعة.
حصدت أمينة على وصافة بطولة بحرية للاسكواش في باكستان في عام 2016، كانت أمينة المصرية الوحيدة التي تمكّنت من التأهل لنهائيات البطولة، حيث خسرت أمام لاعبة هونج كونج ليو تزلينج المصنفة الأولى في البطولة 3-1، وكانت قد وصلت لنهائي بعد فوزها على الباكستانية ماريا تورباكي وزير 3-1 في مباراة نصف النهائي.

## الجوائز
- فازت بلقب الاتحاد الدولي لمحترفي الاسكواش: 1
- التشيك الدولية للاسكواش: 1[3]